# کانولی

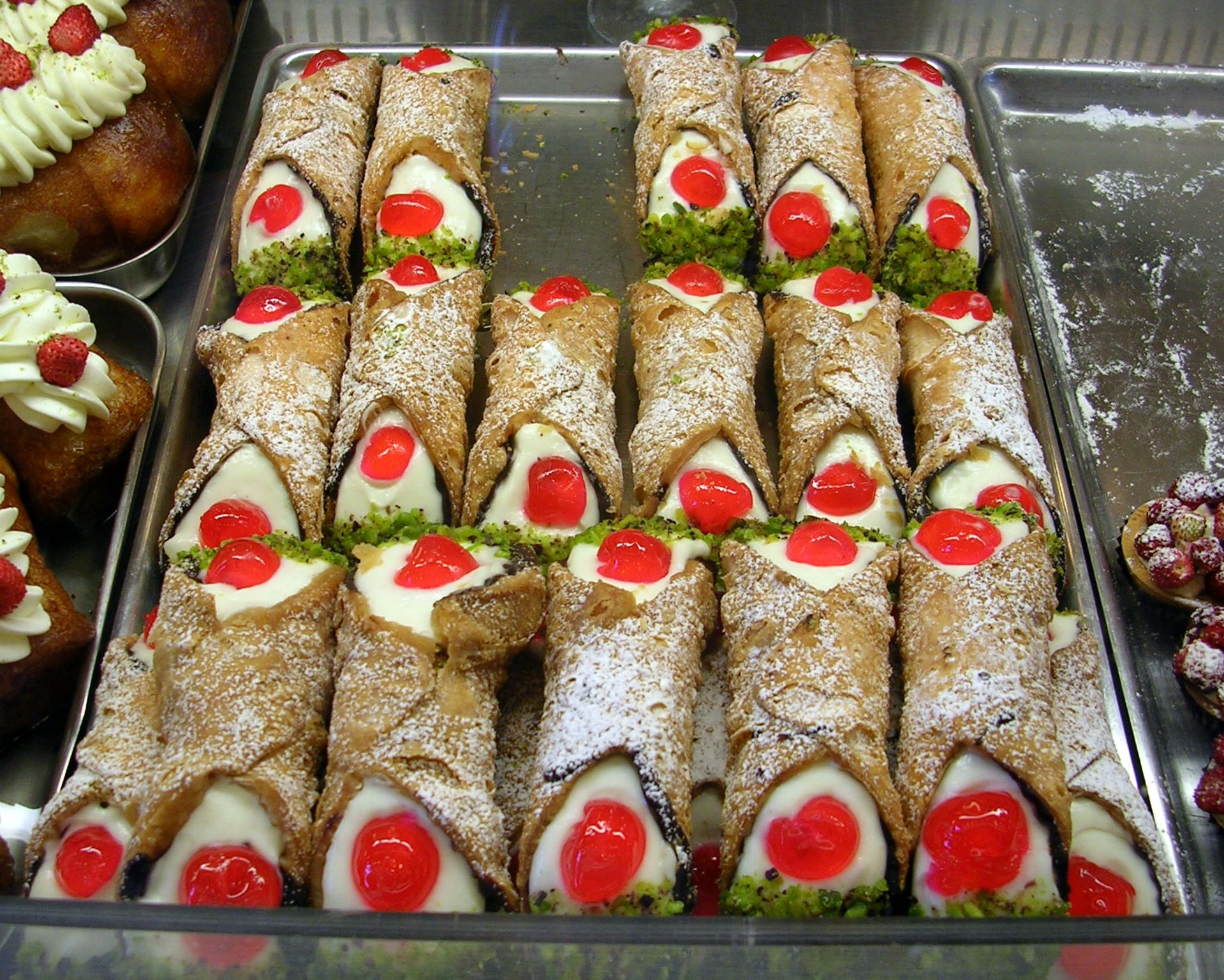
کانولی در ایتالیا

کانولی یک دسر – شیرینی محبوب ایتالیایی است که از نان گرد و لوله سرخ شده به همراه پنیر ماسکارپونه تهیه می‌شود. ریشه این شیرینی محبوب به جزیره سیسیل بر می‌گردد.

## تاریخ
تاریخچه کانولی این‌طور بیان شده‌است که در زمان حکومت مسلمانان در ایتالیا با مرکزیت پالرمو این شیرینی خوشمزه ابداع شده و بعداً از طریق اندلس به خاورمیانه و عراق راه یافته‌است. در اوایل سده ۱۹۰۰ میلادی، کانولی توسط مهاجرین ایتالیایی به آمریکا رسید و بسیار مورد استقبال قرار گرفت.

## مواد لازم پخت
- کره ۳۰ گرم
- زرده تخم مرغ ۳ عدد
- رنده پوست لیمو ۱ قاشق چایخوری
- دارچین ۱ قاشق غذاخوری
- سرکه سفید ۱ قاشق چایخوری
- شکر ۳۰ گرم
- نمک ۱/۴ قاشق چایخوری
- آرد ۲۵۰ گرم

### مواد لازم برای داخل کانولی
- پنیر ماسکارپونه ۱ فنجان
- پودر شکر ۱/۴ فنجان
- عصاره وانیل یا قهوه ۲ قاشق چایخوری